# Amt Friedrichstadt

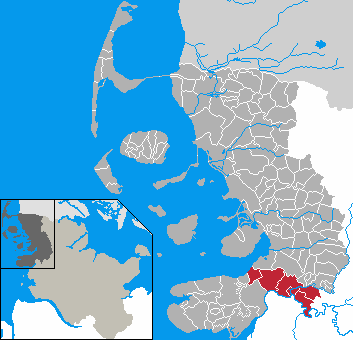
Lage des ehem. Amtes Friedrichstadt im Kreis Nordfriesland

Das Amt Friedrichstadt ist ein ehemaliges Amt im Kreis Nordfriesland. Sitz der Amtsverwaltung war die Stadt Friedrichstadt.

## Lage
Das Amt Friedrichstadt lag entlang einer Linie, welche sich südlich der nordfriesischen Kreisstadt Husum zwischen Nordsee und Eider erstreckte. Die westlich von Friedrichstadt liegenden Mitgliedsgemeinden gehörten zur historischen Landschaft Eiderstedt, die östlichen zur Eider-Treene-Sorge-Niederung.
Die Fläche betrug knapp 100 km² und das Amt hatte knapp 6000 Einwohner in den Gemeinden
1. Drage
2. Friedrichstadt, Stadt
3. Koldenbüttel
4. Seeth
5. Uelvesbüll
6. Witzwort

## Geschichte
Das Amt Friedrichstadt entstand im Zuge der schleswig-holsteinischen Kreisreform 1970/74. Mit Wirkung zum 26. April 1970 lösten sich die ehemaligen Kreise Eiderstedt, Südtondern und Husum auf und gingen im Kreis Nordfriesland auf. Diesem neu gebildeten Kreis wurden die bis dahin zum Kreis Schleswig gehörenden Gemeinden Seeth und Drage sowie die Stadt Friedrichstadt angegliedert. Aus diesen Gemeinden und den Gemeinden Koldenbüttel, Witzwort und Uelvesbüll des ehemaligen Kreises Eiderstedt wurde das Amt Friedrichstadt gebildet.
Im Zuge der Verwaltungsstrukturreform löste sich das Amt Friedrichstadt mit Ablauf des 31. Dezember 2007 auf und die Gemeinden (ohne die Stadt Friedrichstadt) bildeten mit den Gemeinden der Ämter Hattstedt, Nordstrand und Treene das Amt Nordsee-Treene.